# Syrdenoidius
Syrdenoidius is een geslacht van kevers uit de familie van de loopkevers (Carabidae). De wetenschappelijke naam van het geslacht is voor het eerst geldig gepubliceerd in 2001 door Baehr & Hudson.

## Soorten
Het geslacht Syrdenoidius is monotypisch en omvat slechts de volgende soort:
- Syrdenoidius spinipes Baehr & Hudson, 2001